# Crotalaria obtecta
Crotalaria obtecta är en ärtväxtart som beskrevs av Robert Wight och George Arnott Walker Arnott. Crotalaria obtecta ingår i släktet sunnhampor, och familjen ärtväxter.

## Underarter
Arten delas in i följande underarter:
- C. o. glabrescens
- C. o. obtecta